# Impaktor kaskadowy
Impaktor kaskadowy – przyrząd służący do oznaczania określonych rozkładów wielkości wszelkich pyłów tworzących się w aerozolu. Dzięki odpowiednio wyprofilowanym kanałom, które prowadzą dany aerozol, pyły o różnych średnicach osadzają się w różnych miejscach.